# Kongerowate
Kongerowate, kongrowate (Congridae) – rodzina morskich ryb z rzędu węgorzokształtnych obejmująca ponad 190 gatunków znacznie zróżnicowanych morfologicznie.

## Zasięg występowania
Tropikalne i umiarkowane strefy w Oceanie Indyjskim, Atlantyckim i Spokojnym.

## Cechy charakterystyczne
Ciało średnio lub znacznie wydłużone, wężowate, bez łusek, w przekroju poprzecznym okrągłe, w części ogonowej bocznie spłaszczone. Oczy dobrze rozwinięte, u niektórych gatunków bardzo duże. Płetwa grzbietowa, ogonowa i odbytowa są ze sobą połączone; płetwy piersiowe występują u większości gatunków; linia boczna pełna. Kształt pyska zależny od gatunku, od długiego, spiczastego do krótkiego, tępo zakończonego. Liczba kręgów od 105 do 225; liczba promieni wieczkowych: 8–22. Ubarwienie od żółtawo-zielonego do brązowego lub czarnego.
Kongerowate są aktywne zwykle w nocy. Zjadają skorupiaki i małe ryby, a występujące w koloniach, częściowo zakopane w piaszczystym podłożu, tworzą tzw. ogrody węgorzowe, Heterocongrinae żywią się  planktonem. Biologia rozrodu kongerowatych jest słabo poznana. Larwy typu leptocefal.

## Klasyfikacja
Współcześnie żyjące rodzaje zaliczane do tej rodziny są zgrupowane w 3 podrodzinach:
- Congrinae Kaup, 1856
- Bathymyrinae Böhlke, 1949
- Heterocongrinae Günther, 1870

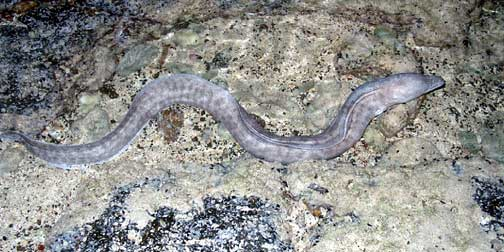
Konger wschodni (Conger cinereus)

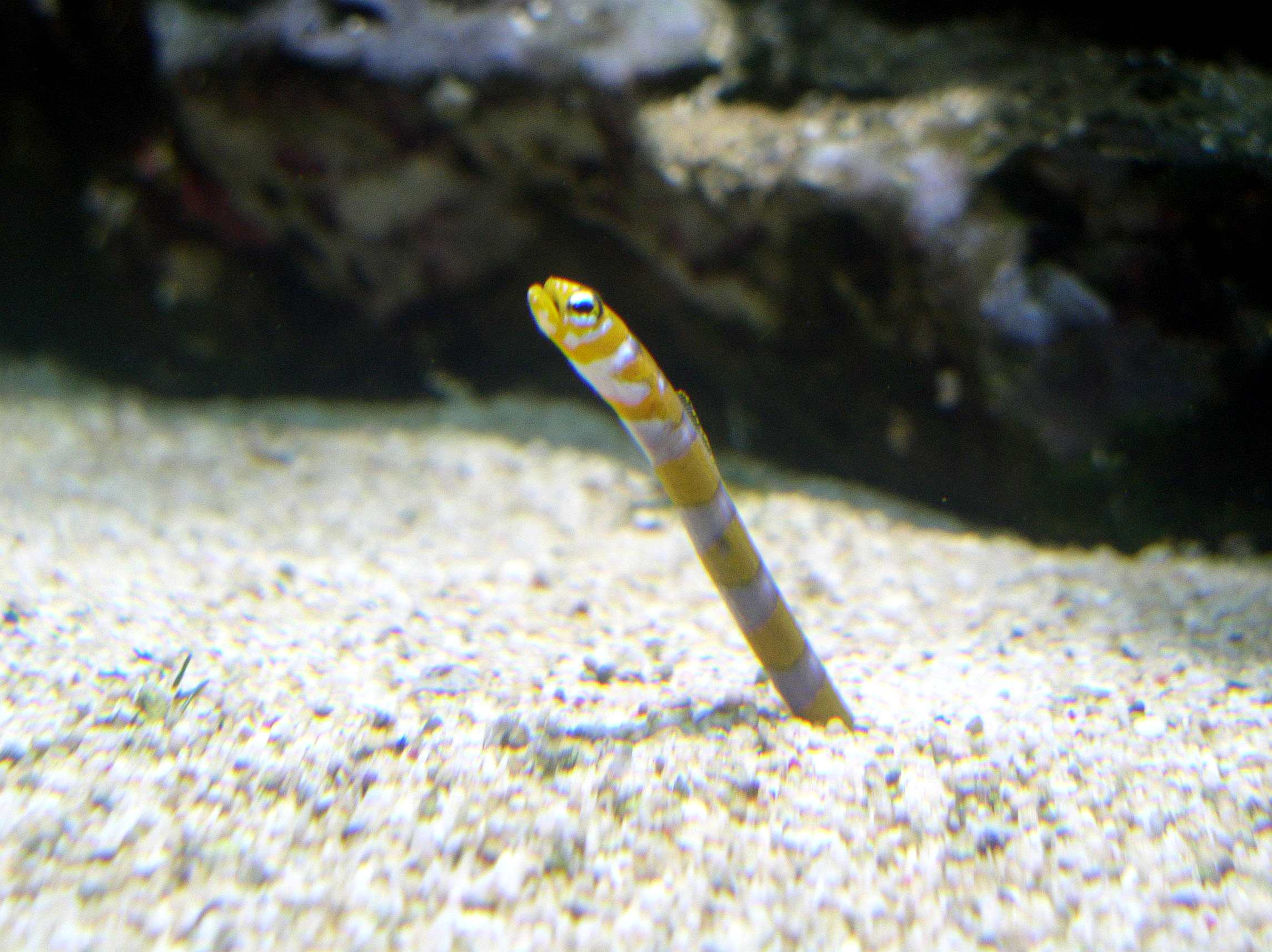
Gorgasia preclara

Klucz do identyfikacji podrodzin Congridae oraz rodzajów podrodziny Bathymyrinae opisał David G. Smith w 2018 w czasopiśmie Zootaxa.
W obrębie Congrinae wymieniane są jeszcze 2 rodzaje o niejasnej pozycji taksonomicznej (incertae sedis): Leptocephalichthys i Oxyurus.

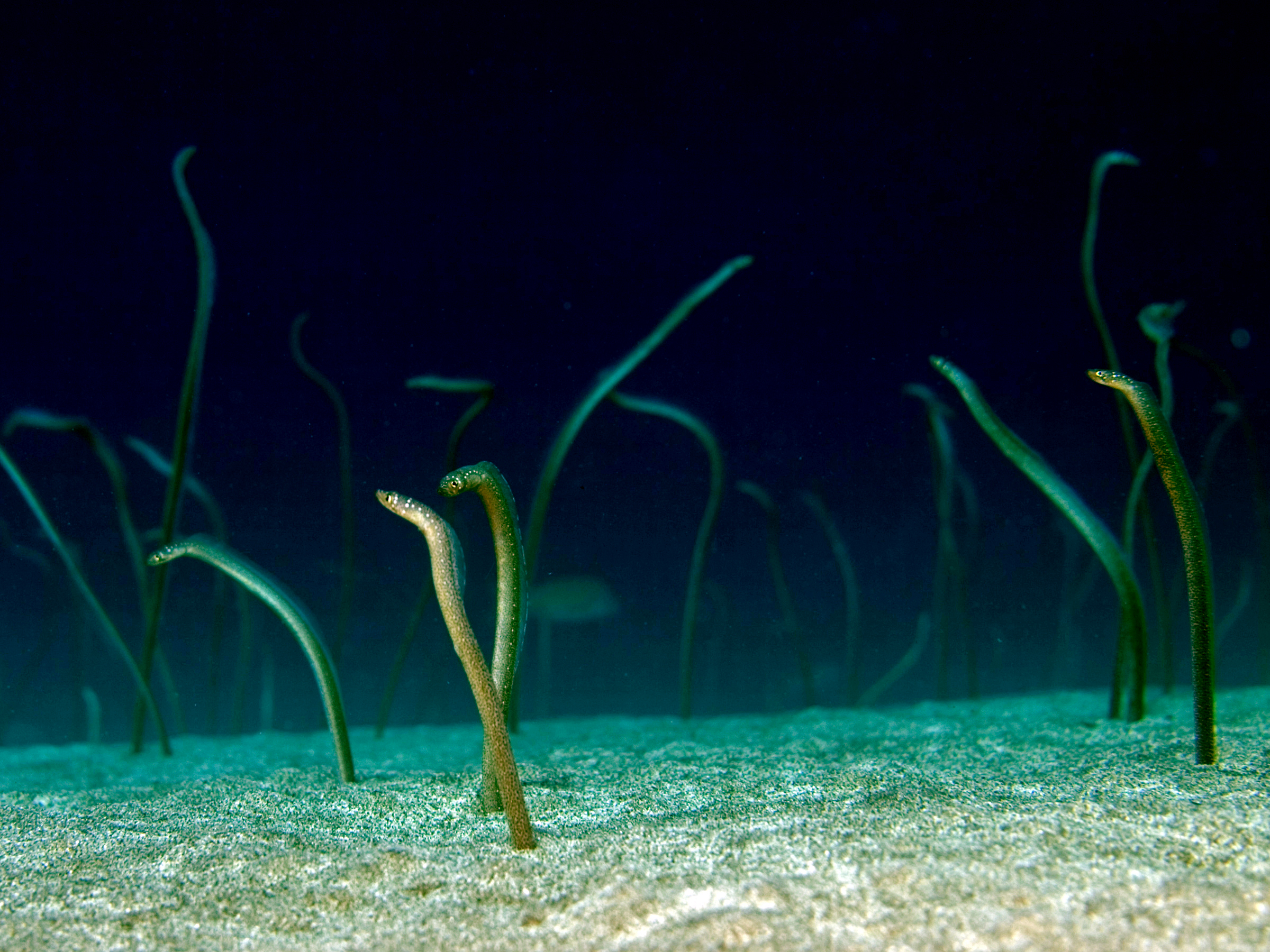
Ogrody węgorzowe utworzone przez Gorgasia barnesi częściowo zakopane w piasku

Rodzaje wymarłe
- †Bolcyrus
- †Voltaconger